# Leo von Caprivi
Georg Leo von Caprivi de Caprera de Montecuccoli (Charlottenburg 1831. február 24.  – Skyren, Brandenburg 1899. február 6.), német gróf, politikus és hadvezér. a Német Császárság második kancellárja, Otto von Bismarck után, 1890 és 1894 között.

## Életrajza
Caprivi családja Krajnából, a mai Szlovénia területéről származik, az első ismert őse Andreas Kopriva volt. Az 1600-as években a család Sziléziába költözött, ahol a törökök elleni háborúban (1653) szerzett érdemeiért lovagi címet kapott. A Caprivi nevet az 1600-as évek végétől használták. Leo von Caprivi, Leopold Caprivi (1797–1865) és Emilie Köpke (1803–1871) legidősebb fia volt. Apja tagja volt a Porosz Parlament felsőházának. Testvére Raimmund von Caprivi altábornagy volt. Leo von Caprivi tudatában volt szlovén származásának, ami kiderül A beszéd című, 1984-ben kiadott könyvéből.

## Katonai pályafutása
Leo von Caprivi 1850-ben tisztként szolgál a porosz gyalogsági gárdaezredben, elvégezte a porosz katonai akadémiát Berlinben és 1861-ben századosként kerül a vezérkarhoz. Hamarosan elnyerte Moltke bizalmát és támogatását valamint 1866-ban az 1. hadtest őrnagyaként részt vett a porosz–osztrák–olasz háborúban. A porosz–francia háború kitörésekor Caprivit kinevezték alezredesnek és vezérkari parancsnoknak a 10. hadtesthez. Megítélők szerint Caprivi hozzájárult a hadtest sikereihez a vionville-i (1870. augusztus 16.) és a beaune-la-rolande-i (1870. november 28.) csatákban.
A békekötés után Caprivit a hadügyminisztérium alkalmazta, 1872-ben ezredes, 1877-ben vezérőrnagy, 1878-ban dandártábornok, 1882-ben altábornagy valamint hadosztályparancsnok és 1883-ban altengernagy és a tengerészet vezérkarának főnöke. Az öt év alatt míg a haditengerészet élén állt, nagymértékben támogatta a flotta és a torpedóegység fejlődését, ugyanakkor megmutatta, hogy ügyes adminisztrátor és parlamenti szónok. 1888-ban gyalogsági vezérezredessé és a 10. hannoveri hadtest parancsnokává nevezték ki.

## Kancellár
Általános meglepetést keltett amikor, 1890. március 20-án, II. Vilmos császár Caprivit kancellárnak, porosz külügyminiszternek továbbá miniszterelnöknek nevezte ki, Otto von Bismarck lemondása után.
A külpolitikában legfőbb céljának tekintette a baráti kapcsolatok megőrzését az Osztrák-Magyar monarchiával és az Olasz Királysággal. A hármas szövetséget közöttük 1891-ben hat évre meghosszabbították. Megkötötte, 1890. július 1-én, a Helgoland–Zanzibár-egyezményt ami abból állt, hogy Németország lemondott Zanzibárról az Nagy-Britannia javára és cserébe megkapta Helgoland szigetét amely ellenőrzi az Elba torkolatát.
A belpolitikában megpróbálta csökkenteni az osztályellentéteket, de mindezt konzervatív alapokból kiindulva. A Bismarck által bevezetett ostromállapotot Berlinben és más nagyvárosokban megszüntette. A szükségállapotot a szociáldemokratákkal szemben, ami 1890. szeptember 30-án járt le, nem újították meg. A Posen tartomány lengyel nyelvű lakosságával szemben több megértést tanúsítottak, eltörölték a tilalmat a lengyel nyelv használatáról az oktatásban. A Bismarck által bevezetett útlevél kötelezettséget Elzász-Lotaringiában megszüntették.
Caprivi iparbarát, liberális kereskedelmi politikájának a legnagyobb ellenzői az ultraprotekcionisták és az agrár jobboldal volt. Hosszas tárgyalások után sikerült neki kereskedelmi egyezményt kötni az Osztrák–Magyar Monarchiával, Olaszországgal, Belgiummal és Svájccal. A politikai tekintélye növekedett az által, hogy agrárok és konzervatívok heves ellenállása ellenére, megvédte és elfogadta az egyezményt a parlamentben (Reichstag). Érdemeiért 1891. december 18-án grófi címet kapott.
Még bonyolultabbak voltak az Oroszországgal folytatott tárgyalások. Több megszakítás után 1884 elején sikerült a német iparnak nagyon kedvező orosz–német kereskedelmi szerződést megkötni. Caprivi katonai törvényjavaslata is ellenállásba ütközött, amelyben a katonai szolgálat idejét 2 évre csökkentették, de a katonaság létszámát békeidőben 80 000-re megnövelték. Mivel a parlament 1893. május 6-án a törvénytervezetet elutasította, új választást írtak ki.
A választáson Caprivi többséget szerzett s így a katonai törvényt elfogadták.
Már 1892. március 24-én feladta miniszterelnöki hivatalát. Bár továbbra is kancellár és külügyminiszter, az új porosz miniszterelnök gróf Botho zu Eulenburg mint ellenfele lép fel. A köztük kialakult rivalizálás oda vezetett, hogy 1894. október 26-án mindkét államférfi kénytelen volt lemondani. Helyükbe Chlodwig zu Hohenlohe-Schillingsfürst herceg lépett mint kancellár és miniszterelnök. Caprivi ezután teljesen távol tartotta magát a politikától és 1899. február 6-án hunyt el a skyreni (ma Skórzyn, Lubusi vajdaság) birtokán, Crossen an der Oder városka közelében.

## Fordítás
- Ez a szócikk részben vagy egészben  a   Leo von Caprivi című svéd Wikipédia-szócikk fordításán alapul.  Az eredeti cikk szerkesztőit annak laptörténete sorolja fel. Ez a jelzés csupán a megfogalmazás eredetét és a szerzői jogokat jelzi, nem szolgál a cikkben szereplő információk forrásmegjelöléseként.